# کیت ملتون
کیت ملتون (انگلیسی: Kate Melton؛ زادهٔ ۲۳ ژوئن ۱۹۹۲) یک هنرپیشه اهل ایالات متحده آمریکا است. وی از سال ۲۰۰۶ میلادی تاکنون مشغول فعالیت بوده‌است.